# 安东尼娅·达·圣克鲁斯
安东尼娅·达·圣克鲁斯（葡萄牙語：Antonia da Santa Cruz，1905年6月13日—2022年1月23日）是一名巴西超級人瑞，曾是僅次於田中加子及露西爾·朗東在世第三年長者。在弗朗西斯卡·塞爾薩·多斯桑托斯於2021年10月5日過世後，直到她2022年1月23日過世之前，她是南美洲的最年長者。她過世時名列有史以來獲驗證之最長壽者名單第16名。

## 生平
安东尼娅·达·圣克鲁斯於1905年6月13日出生在巴西巴伊亞州桑塔盧斯的一個農場，父親弗朗西斯科·佩雷拉·德桑塔納（Francisco Pereira de Santana），母親為安娜·瑪麗亞·德赫蘇斯（Anna Maria de Jesus）。由於她生於里斯本的聖安多尼的瞻禮日，故得名「安東尼婭」。她有一位活到106歲並於2019年12月時居住於里約熱內盧的妹妹及一位跟她一樣在6月13日生日，於99歲時去世的弟弟。
安東尼婭與丈夫共育有11名子女，同時亦領養一名侄子。她於2017年時共有68位孫子、110名曾孫及35位玄孫。她的年齡於2021年2月4日獲老年學研究組織承認，並於同月18日以115歲250天之齡接種第一劑COVID-19疫苗。在118歲的日本超級人瑞田中加子於2021年9月接種疫苗前，她是已知最年長的COVID-19疫苗接種者。
2021年10月5日弗朗西斯卡·塞爾薩·多斯桑托斯過世後，她成為僅次於田中加子及露西爾·朗東在世第三最年長者兼南美洲在世最年長者。她於115歲時身體狀況頗為健康，並沒有任何嚴重的慢性病。她將自己的長壽歸功於祈禱，同時亦邀請家人一同祈禱。
安東妮婭於2022年1月23日因自然衰老在家中辭世，享嵩壽116歲224天。儘管她去世前一個月大部份時間都在臥床，但卻沒有任何生病的跡象。她生前與一位82歲的女兒同居。

## 長壽紀錄
- 2021年2月4日，安東尼婭·达·圣克鲁斯以115岁236天，經確認出生資料，被列入金氏世界紀錄承認老年學研究組織的超級人瑞名單中[1]。
- 2021年5月22日，讓娜·博特過世後，安东尼娅·达·圣克鲁斯成為最後一個生於1905年的人。
- 2021年6月13日，安东尼娅·达·圣克鲁斯成為史上第2位無爭議活到116歲的巴西人。
- 2021年10月5日，弗朗西斯卡·塞爾薩·多斯桑托斯逝世，成為在世第3最年長者跟南美洲的在世最年長者。
- 2022年1月23日，安東尼婭·达·圣克鲁斯因自然衰老逝世，终年116岁224天，也是生於1905年的最後一個過世的人，在她過世後，伊娜·卡納巴羅·盧卡斯成為新任在世最長壽巴西人。